# Черноморский сельский совет (Голопристанский район)
Черноморский сельский совет (укр. Чорноморська сільська рада) — входит в состав
Голопристаньского района
Херсонской области
Украины.
Административный центр сельского совета находится в 
пос. Черноморское
.

## Населённые пункты совета
- пос. Черноморское
- с. Лимановка
- с. Суворовка
- с. Черноморские Криницы